# Barbourula
Barbourula is een geslacht van kikkers uit de familie Bombinatoridae. De wetenschappelijke naam werd voor het eerst gepubliceerd door Edward Harrison Taylor en Gladwyn Kingsley Noble in 1924. Het geslacht is genoemd naar de Amerikaanse herpetoloog Thomas Barbour. Taylor en Noble richtten dit nieuwe geslacht op voor een nieuwe kikkersoort die Taylor in 1923 had ontdekt in een stroompje op het eiland Busuanga in de Filipijnen: Barbourula busuangensis.
Er zijn twee soorten, die voorkomen in de Filipijnen en Indonesië (Borneo). Beide soorten missen de felle kleuren aan de buikzijde, zoals de vuurbuikpadden uit het geslacht Bombina die tot dezelfde familie behoren. Ze delen wel enkele primitieve kenmerken, zoals een afwijkende lichaamsbouw van de mannetjes. In tegenstelling tot de meeste kikkers hebben mannetjes bijvoorbeeld geen kwaakblaas.
Geslacht Barbourula
- Soort Barbourula busuangensis Taylor & Noble, 1924 – Barbours' kikker
- Soort Barbourula kalimantanensis Iskandar, 1978

Barbourula · Bombina